# تيرينس ماكسويني
تيرينس جيمس ماكسويني (بالإنجليزية: Terence James MacSwiney، وبالأيرلندية: Toirdhealbhach Mac Suibhne) ـ (28 مارس 1879 ـ 25 أكتوبر 1920) هو كاتب مسرحي ومؤلف وسياسي أيرلندي. انتُخب عمدة لمدينة كورك تحت سيطرة الشين فين إبان حرب الاستقلال الأيرلندية سنة 1920. اعتقله البريطانيون واتهموه بالتحريض على العصيان، وسُجن في سجن بريكستون، حيث توفي في 25 أكتوبر 1920، بعد إضراب عن الطعام دام 74 يومًا. وقد لفتت وفاته أنظار العالم إلى النضال الأيرلندي من أجل الاستقلال.
أطلق الشاعر أحمد شوقي اسمه على الجواد الذي كان يجر عربة صديقه الدكتور محجوب ثابت، كناية عن هزاله الشديد وعدم اهتمام ثابت بإطعامه.